# Хорсид (партия)
Хорсид (сомал. Horseed) — сомалийская политическая партия, располагающаяся в Гароуэ, административной столице автономного государства Пунтленд на северо-востоке Сомали.

## История
14 ноября 2012 года президент Пунтленда Абдирахман Мохамуд Фароле объявил о создании своей новой политической партии Хорсид. Ассоциация насчитывает более 200 членов и представляет действующее правительство Пунтленда, включая вице-президента Абдисамада Али Шира и государственных министров. Это первая потенциальная партия, которая зарегистрировалась для подачи заявления в переходную избирательную комиссию Пунтленда. По словам президента, широкая общественность будет иметь право на членство в организации, как только она будет создана в качестве официальной политической партии. Фароле выступил с речью в парламенте после объявления первой политической партии в Пунтленде, обсуждающей переход Пунтленда к демократической системе.
Первая конференция Хорсид состоялась 30 января 2013 года.
3 июля 2013 года во второй фазе демонстраций в районе города Кардо болельщики прошли маршем по городским площадям, неся логотип партии и лозунги организации, за которую они агитируют на предстоящих местных выборах. Председатель Хорсид в Кардо Гани Муз Геллех охарактеризовал эту организацию как организацию, которая проложила путь к демократии в Пунтленде и которая должна быть избрана для достижения желаемого прогресса. Партия также проводила свои избирательные кампании в местные советы в Босасо, Гароуэ и других районах.